# Liste des communes du Rhône
Pour les autres listes de communes, voir Listes des communes de France.
Pour les communes de la métropole de Lyon, voir Liste des communes de la métropole de Lyon.
| - Le Rhône en France métropolitaine. - Carte des communes du Rhône en 2016. |

Cette page liste les 208 communes du département français du Rhône (département) au 1er janvier 2025.
Les 58 communes de la métropole de Lyon, qui est une collectivité territoriale à statut particulier distincte, ne faisant pas partie du département du Rhône, ne sont pas listées ici.

## Liste des communes
Le tableau suivant donne la liste des communes au 1er janvier 2025, en précisant leur code Insee, leur code postal principal, leur arrondissement, leur canton, leur intercommunalité, leur superficie, leur population et leur densité, d'après les chiffres de l'Insee issus du recensement 2022,.
| Nom                               | Code Insee | Code postal | Arrondissement         | Canton                   | Intercommunalité                 | Superficie (km2) | Population (dernière pop. légale) | Densité (hab./km2) | Modifier                                    |
| --------------------------------- | ---------- | ----------- | ---------------------- | ------------------------ | -------------------------------- | ---------------- | --------------------------------- | ------------------ | ------------------------------------------- |
| Affoux                            | 69001      | 69170       | Villefranche-sur-Saône | Tarare                   | CA de l'Ouest Rhodanien          | 10,65            | 397 (2022)                        | 37                 | modifier les données · modifier les données |
| Aigueperse                        | 69002      | 69790       | Villefranche-sur-Saône | Thizy-les-Bourgs         | CC Saône-Beaujolais              | 12,95            | 239 (2022)                        | 18                 | modifier les données · modifier les données |
| Alix                              | 69004      | 69380       | Villefranche-sur-Saône | Val d'Oingt              | CC Beaujolais Pierres Dorées     | 3,61             | 772 (2022)                        | 214                | modifier les données · modifier les données |
| Ambérieux                         | 69005      | 69480       | Villefranche-sur-Saône | Anse                     | CC Beaujolais Pierres Dorées     | 4,55             | 629 (2022)                        | 138                | modifier les données · modifier les données |
| Amplepuis                         | 69006      | 69550       | Villefranche-sur-Saône | Thizy-les-Bourgs         | CA de l'Ouest Rhodanien          | 38,44            | 4 858 (2022)                      | 126                | modifier les données · modifier les données |
| Ampuis                            | 69007      | 69420       | Lyon                   | Mornant                  | CA Vienne Condrieu Agglomération | 15,57            | 2 760 (2022)                      | 177                | modifier les données · modifier les données |
| Ancy                              | 69008      | 69490       | Villefranche-sur-Saône | Tarare                   | CA de l'Ouest Rhodanien          | 11,84            | 674 (2022)                        | 57                 | modifier les données · modifier les données |
| Anse                              | 69009      | 69480       | Villefranche-sur-Saône | Anse                     | CC Beaujolais Pierres Dorées     | 15,23            | 8 139 (2022)                      | 534                | modifier les données · modifier les données |
| L'Arbresle                        | 69010      | 69210       | Villefranche-sur-Saône | L'Arbresle               | CC du Pays de L'Arbresle         | 3,36             | 6 469 (2022)                      | 1 925              | modifier les données · modifier les données |
| Les Ardillats                     | 69012      | 69430       | Villefranche-sur-Saône | Belleville-en-Beaujolais | CC Saône-Beaujolais              | 23,10            | 616 (2022)                        | 27                 | modifier les données · modifier les données |
| Arnas                             | 69013      | 69400       | Villefranche-sur-Saône | Gleizé                   | CA Villefranche Beaujolais Saône | 17,52            | 4 408 (2022)                      | 252                | modifier les données · modifier les données |
| Aveize                            | 69014      | 69610       | Lyon                   | Vaugneray                | CC des Monts du Lyonnais         | 16,64            | 1 108 (2022)                      | 67                 | modifier les données · modifier les données |
| Azolette                          | 69016      | 69790       | Villefranche-sur-Saône | Thizy-les-Bourgs         | CC Saône-Beaujolais              | 4,18             | 122 (2022)                        | 29                 | modifier les données · modifier les données |
| Bagnols                           | 69017      | 69620       | Villefranche-sur-Saône | Val d'Oingt              | CC Beaujolais Pierres Dorées     | 7,35             | 758 (2022)                        | 103                | modifier les données · modifier les données |
| Beaujeu                           | 69018      | 69430       | Villefranche-sur-Saône | Belleville-en-Beaujolais | CC Saône-Beaujolais              | 17,85            | 2 103 (2022)                      | 118                | modifier les données · modifier les données |
| Beauvallon                        | 69179      | 69700       | Lyon                   | Mornant                  | CC du Pays mornantais            | 24,85            | 4 198 (2022)                      | 169                | modifier les données · modifier les données |
| Belleville-en-Beaujolais          | 69019      | 69220       | Villefranche-sur-Saône | Belleville-en-Beaujolais | CC Saône-Beaujolais              | 22,86            | 13 767 (2022)                     | 602                | modifier les données · modifier les données |
| Belmont-d'Azergues                | 69020      | 69380       | Villefranche-sur-Saône | Val d'Oingt              | CC Beaujolais Pierres Dorées     | 1,51             | 717 (2022)                        | 475                | modifier les données · modifier les données |
| Bessenay                          | 69021      | 69690       | Villefranche-sur-Saône | L'Arbresle               | CC du Pays de L'Arbresle         | 14,01            | 2 351 (2022)                      | 168                | modifier les données · modifier les données |
| Bibost                            | 69022      | 69690       | Villefranche-sur-Saône | L'Arbresle               | CC du Pays de L'Arbresle         | 5,23             | 543 (2022)                        | 104                | modifier les données · modifier les données |
| Blacé                             | 69023      | 69460       | Villefranche-sur-Saône | Gleizé                   | CA Villefranche Beaujolais Saône | 11,00            | 1 692 (2022)                      | 154                | modifier les données · modifier les données |
| Le Breuil                         | 69026      | 69620       | Villefranche-sur-Saône | Val d'Oingt              | CC Beaujolais Pierres Dorées     | 5,63             | 528 (2022)                        | 94                 | modifier les données · modifier les données |
| Brignais                          | 69027      | 69530       | Lyon                   | Brignais                 | CC de la Vallée du Garon         | 10,36            | 12 330 (2022)                     | 1 190              | modifier les données · modifier les données |
| Brindas                           | 69028      | 69126       | Lyon                   | Brignais                 | CC des Vallons du Lyonnais       | 11,27            | 6 718 (2022)                      | 596                | modifier les données · modifier les données |
| Brullioles                        | 69030      | 69690       | Lyon                   | L'Arbresle               | CC des Monts du Lyonnais         | 12,25            | 823 (2022)                        | 67                 | modifier les données · modifier les données |
| Brussieu                          | 69031      | 69690       | Lyon                   | L'Arbresle               | CC des Monts du Lyonnais         | 6,74             | 1 378 (2022)                      | 204                | modifier les données · modifier les données |
| Bully                             | 69032      | 69210       | Villefranche-sur-Saône | Val d'Oingt              | CC du Pays de L'Arbresle         | 12,59            | 2 144 (2022)                      | 170                | modifier les données · modifier les données |
| Cenves                            | 69035      | 69840       | Villefranche-sur-Saône | Belleville-en-Beaujolais | CC Saône-Beaujolais              | 26,48            | 393 (2022)                        | 15                 | modifier les données · modifier les données |
| Cercié                            | 69036      | 69220       | Villefranche-sur-Saône | Belleville-en-Beaujolais | CC Saône-Beaujolais              | 4,94             | 1 135 (2022)                      | 230                | modifier les données · modifier les données |
| Chabanière                        | 69228      | 69440       | Lyon                   | Mornant                  | CC du Pays mornantais            | 34,87            | 4 274 (2022)                      | 123                | modifier les données · modifier les données |
| Chambost-Allières                 | 69037      | 69870       | Villefranche-sur-Saône | Tarare                   | CA de l'Ouest Rhodanien          | 14,14            | 819 (2022)                        | 58                 | modifier les données · modifier les données |
| Chambost-Longessaigne             | 69038      | 69770       | Lyon                   | L'Arbresle               | CC des Monts du Lyonnais         | 15,44            | 923 (2022)                        | 60                 | modifier les données · modifier les données |
| Chamelet                          | 69039      | 69620       | Villefranche-sur-Saône | Val d'Oingt              | CC Beaujolais Pierres Dorées     | 14,43            | 703 (2022)                        | 49                 | modifier les données · modifier les données |
| La Chapelle-sur-Coise             | 69042      | 69590       | Lyon                   | Vaugneray                | CC des Monts du Lyonnais         | 6,58             | 566 (2022)                        | 86                 | modifier les données · modifier les données |
| Chaponnay                         | 69270      | 69970       | Lyon                   | Saint-Symphorien-d'Ozon  | CC du Pays de l'Ozon             | 18,89            | 4 519 (2022)                      | 239                | modifier les données · modifier les données |
| Chaponost                         | 69043      | 69630       | Lyon                   | Brignais                 | CC de la Vallée du Garon         | 16,32            | 9 217 (2022)                      | 565                | modifier les données · modifier les données |
| Charentay                         | 69045      | 69220       | Villefranche-sur-Saône | Belleville-en-Beaujolais | CC Saône-Beaujolais              | 13,78            | 1 269 (2022)                      | 92                 | modifier les données · modifier les données |
| Charnay                           | 69047      | 69380       | Villefranche-sur-Saône | Val d'Oingt              | CC Beaujolais Pierres Dorées     | 7,06             | 1 031 (2022)                      | 146                | modifier les données · modifier les données |
| Chasselay                         | 69049      | 69380       | Villefranche-sur-Saône | Anse                     | CC Beaujolais Pierres Dorées     | 12,78            | 2 901 (2022)                      | 227                | modifier les données · modifier les données |
| Châtillon                         | 69050      | 69380       | Villefranche-sur-Saône | Val d'Oingt              | CC Beaujolais Pierres Dorées     | 10,71            | 2 184 (2022)                      | 204                | modifier les données · modifier les données |
| Chaussan                          | 69051      | 69440       | Lyon                   | Mornant                  | CC du Pays mornantais            | 7,89             | 1 215 (2022)                      | 154                | modifier les données · modifier les données |
| Chazay-d'Azergues                 | 69052      | 69380       | Villefranche-sur-Saône | Anse                     | CC Beaujolais Pierres Dorées     | 5,94             | 4 270 (2022)                      | 719                | modifier les données · modifier les données |
| Chénas                            | 69053      | 69840       | Villefranche-sur-Saône | Belleville-en-Beaujolais | CC Saône-Beaujolais              | 8,18             | 534 (2022)                        | 65                 | modifier les données · modifier les données |
| Chénelette                        | 69054      | 69430       | Villefranche-sur-Saône | Thizy-les-Bourgs         | CA de l'Ouest Rhodanien          | 11,02            | 365 (2022)                        | 33                 | modifier les données · modifier les données |
| Les Chères                        | 69055      | 69380       | Villefranche-sur-Saône | Anse                     | CC Beaujolais Pierres Dorées     | 5,46             | 1 504 (2022)                      | 275                | modifier les données · modifier les données |
| Chessy                            | 69056      | 69380       | Villefranche-sur-Saône | Val d'Oingt              | CC Beaujolais Pierres Dorées     | 4,55             | 2 058 (2022)                      | 452                | modifier les données · modifier les données |
| Chevinay                          | 69057      | 69210       | Villefranche-sur-Saône | L'Arbresle               | CC du Pays de L'Arbresle         | 8,82             | 586 (2022)                        | 66                 | modifier les données · modifier les données |
| Chiroubles                        | 69058      | 69115       | Villefranche-sur-Saône | Belleville-en-Beaujolais | CC Saône-Beaujolais              | 7,32             | 416 (2022)                        | 57                 | modifier les données · modifier les données |
| Civrieux-d'Azergues               | 69059      | 69380       | Villefranche-sur-Saône | Anse                     | CC Beaujolais Pierres Dorées     | 5,02             | 1 633 (2022)                      | 325                | modifier les données · modifier les données |
| Claveisolles                      | 69060      | 69870       | Villefranche-sur-Saône | Thizy-les-Bourgs         | CA de l'Ouest Rhodanien          | 28,33            | 557 (2022)                        | 20                 | modifier les données · modifier les données |
| Cogny                             | 69061      | 69640       | Villefranche-sur-Saône | Val d'Oingt              | CA Villefranche Beaujolais Saône | 5,83             | 1 198 (2022)                      | 205                | modifier les données · modifier les données |
| Coise                             | 69062      | 69590       | Lyon                   | Vaugneray                | CC des Monts du Lyonnais         | 9,03             | 794 (2022)                        | 88                 | modifier les données · modifier les données |
| Colombier-Saugnieu                | 69299      | 69124 69125 | Lyon                   | Genas                    | CC de l'Est lyonnais             | 27,62            | 2 859 (2022)                      | 104                | modifier les données · modifier les données |
| Communay                          | 69272      | 69360       | Lyon                   | Saint-Symphorien-d'Ozon  | CC du Pays de l'Ozon             | 10,54            | 4 524 (2022)                      | 429                | modifier les données · modifier les données |
| Condrieu                          | 69064      | 69420       | Lyon                   | Mornant                  | CA Vienne Condrieu Agglomération | 9,21             | 3 945 (2022)                      | 428                | modifier les données · modifier les données |
| Corcelles-en-Beaujolais           | 69065      | 69220       | Villefranche-sur-Saône | Belleville-en-Beaujolais | CC Saône-Beaujolais              | 9,30             | 993 (2022)                        | 107                | modifier les données · modifier les données |
| Cours                             | 69066      | 69470       | Villefranche-sur-Saône | Thizy-les-Bourgs         | CA de l'Ouest Rhodanien          | 33,81            | 4 329 (2022)                      | 128                | modifier les données · modifier les données |
| Courzieu                          | 69067      | 69690       | Villefranche-sur-Saône | L'Arbresle               | CC du Pays de L'Arbresle         | 27,04            | 1 178 (2022)                      | 44                 | modifier les données · modifier les données |
| Cublize                           | 69070      | 69550       | Villefranche-sur-Saône | Thizy-les-Bourgs         | CA de l'Ouest Rhodanien          | 15,56            | 1 357 (2022)                      | 87                 | modifier les données · modifier les données |
| Denicé                            | 69074      | 69640       | Villefranche-sur-Saône | Gleizé                   | CA Villefranche Beaujolais Saône | 9,53             | 1 574 (2022)                      | 165                | modifier les données · modifier les données |
| Deux-Grosnes                      | 69135      | 69430 69860 | Villefranche-sur-Saône | Thizy-les-Bourgs         | CC Saône-Beaujolais              | 83,60            | 1 923 (2022)                      | 23                 | modifier les données · modifier les données |
| Dième                             | 69075      | 69170       | Villefranche-sur-Saône | Tarare                   | CA de l'Ouest Rhodanien          | 9,05             | 196 (2022)                        | 22                 | modifier les données · modifier les données |
| Dommartin                         | 69076      | 69380       | Villefranche-sur-Saône | Anse                     | CC du Pays de L'Arbresle         | 7,22             | 2 607 (2022)                      | 361                | modifier les données · modifier les données |
| Dracé                             | 69077      | 69220       | Villefranche-sur-Saône | Belleville-en-Beaujolais | CC Saône-Beaujolais              | 14,87            | 1 178 (2022)                      | 79                 | modifier les données · modifier les données |
| Duerne                            | 69078      | 69850       | Lyon                   | Vaugneray                | CC des Monts du Lyonnais         | 11,41            | 842 (2022)                        | 74                 | modifier les données · modifier les données |
| Échalas                           | 69080      | 69700       | Lyon                   | Mornant                  | CA Vienne Condrieu Agglomération | 20,95            | 1 940 (2022)                      | 93                 | modifier les données · modifier les données |
| Émeringes                         | 69082      | 69840       | Villefranche-sur-Saône | Belleville-en-Beaujolais | CC Saône-Beaujolais              | 3,01             | 278 (2022)                        | 92                 | modifier les données · modifier les données |
| Éveux                             | 69083      | 69210       | Villefranche-sur-Saône | L'Arbresle               | CC du Pays de L'Arbresle         | 3,32             | 1 169 (2022)                      | 352                | modifier les données · modifier les données |
| Fleurie                           | 69084      | 69820       | Villefranche-sur-Saône | Belleville-en-Beaujolais | CC Saône-Beaujolais              | 13,94            | 1 351 (2022)                      | 97                 | modifier les données · modifier les données |
| Fleurieux-sur-l'Arbresle          | 69086      | 69210       | Villefranche-sur-Saône | L'Arbresle               | CC du Pays de L'Arbresle         | 9,51             | 2 299 (2022)                      | 242                | modifier les données · modifier les données |
| Frontenas                         | 69090      | 69620       | Villefranche-sur-Saône | Val d'Oingt              | CC Beaujolais Pierres Dorées     | 3,42             | 905 (2022)                        | 265                | modifier les données · modifier les données |
| Genas                             | 69277      | 69740       | Lyon                   | Genas                    | CC de l'Est lyonnais             | 23,84            | 13 446 (2022)                     | 564                | modifier les données · modifier les données |
| Gleizé                            | 69092      | 69400       | Villefranche-sur-Saône | Gleizé                   | CA Villefranche Beaujolais Saône | 10,46            | 7 824 (2022)                      | 748                | modifier les données · modifier les données |
| Grandris                          | 69093      | 69870       | Villefranche-sur-Saône | Tarare                   | CA de l'Ouest Rhodanien          | 15,22            | 1 212 (2022)                      | 80                 | modifier les données · modifier les données |
| Grézieu-la-Varenne                | 69094      | 69290       | Lyon                   | Brignais                 | CC des Vallons du Lyonnais       | 7,45             | 6 284 (2022)                      | 843                | modifier les données · modifier les données |
| Grézieu-le-Marché                 | 69095      | 69610       | Lyon                   | Vaugneray                | CC des Monts du Lyonnais         | 11,49            | 831 (2022)                        | 72                 | modifier les données · modifier les données |
| Les Haies                         | 69097      | 69420       | Lyon                   | Mornant                  | CA Vienne Condrieu Agglomération | 15,97            | 739 (2022)                        | 46                 | modifier les données · modifier les données |
| Les Halles                        | 69098      | 69610       | Lyon                   | L'Arbresle               | CC des Monts du Lyonnais         | 3,09             | 481 (2022)                        | 156                | modifier les données · modifier les données |
| Haute-Rivoire                     | 69099      | 69610       | Lyon                   | L'Arbresle               | CC des Monts du Lyonnais         | 20,29            | 1 425 (2022)                      | 70                 | modifier les données · modifier les données |
| Jons                              | 69280      | 69330       | Lyon                   | Genas                    | CC de l'Est lyonnais             | 7,41             | 1 594 (2022)                      | 215                | modifier les données · modifier les données |
| Joux                              | 69102      | 69170       | Villefranche-sur-Saône | Tarare                   | CA de l'Ouest Rhodanien          | 25,18            | 753 (2022)                        | 30                 | modifier les données · modifier les données |
| Juliénas                          | 69103      | 69840       | Villefranche-sur-Saône | Belleville-en-Beaujolais | CC Saône-Beaujolais              | 7,56             | 883 (2022)                        | 117                | modifier les données · modifier les données |
| Jullié                            | 69104      | 69840       | Villefranche-sur-Saône | Belleville-en-Beaujolais | CC Saône-Beaujolais              | 9,88             | 496 (2022)                        | 50                 | modifier les données · modifier les données |
| Lacenas                           | 69105      | 69640       | Villefranche-sur-Saône | Gleizé                   | CA Villefranche Beaujolais Saône | 3,36             | 1 029 (2022)                      | 306                | modifier les données · modifier les données |
| Lachassagne                       | 69106      | 69480       | Villefranche-sur-Saône | Anse                     | CC Beaujolais Pierres Dorées     | 3,53             | 1 334 (2022)                      | 378                | modifier les données · modifier les données |
| Lamure-sur-Azergues               | 69107      | 69870       | Villefranche-sur-Saône | Tarare                   | CA de l'Ouest Rhodanien          | 15,61            | 1 051 (2022)                      | 67                 | modifier les données · modifier les données |
| Lancié                            | 69108      | 69220       | Villefranche-sur-Saône | Belleville-en-Beaujolais | CC Saône-Beaujolais              | 6,60             | 1 082 (2022)                      | 164                | modifier les données · modifier les données |
| Lantignié                         | 69109      | 69430       | Villefranche-sur-Saône | Belleville-en-Beaujolais | CC Saône-Beaujolais              | 7,40             | 851 (2022)                        | 115                | modifier les données · modifier les données |
| Larajasse                         | 69110      | 69590       | Lyon                   | Vaugneray                | CC des Monts du Lyonnais         | 33,61            | 1 820 (2022)                      | 54                 | modifier les données · modifier les données |
| Légny                             | 69111      | 69620       | Villefranche-sur-Saône | Val d'Oingt              | CC Beaujolais Pierres Dorées     | 3,97             | 699 (2022)                        | 176                | modifier les données · modifier les données |
| Lentilly                          | 69112      | 69210       | Villefranche-sur-Saône | Anse                     | CC du Pays de L'Arbresle         | 18,39            | 6 541 (2022)                      | 356                | modifier les données · modifier les données |
| Létra                             | 69113      | 69620       | Villefranche-sur-Saône | Val d'Oingt              | CC Beaujolais Pierres Dorées     | 14,64            | 907 (2022)                        | 62                 | modifier les données · modifier les données |
| Limas                             | 69115      | 69400       | Villefranche-sur-Saône | Gleizé                   | CA Villefranche Beaujolais Saône | 5,52             | 4 749 (2022)                      | 860                | modifier les données · modifier les données |
| Loire-sur-Rhône                   | 69118      | 69700       | Lyon                   | Mornant                  | CA Vienne Condrieu Agglomération | 16,60            | 2 736 (2022)                      | 165                | modifier les données · modifier les données |
| Longes                            | 69119      | 69420       | Lyon                   | Mornant                  | CA Vienne Condrieu Agglomération | 24,06            | 951 (2022)                        | 40                 | modifier les données · modifier les données |
| Longessaigne                      | 69120      | 69770       | Lyon                   | L'Arbresle               | CC des Monts du Lyonnais         | 11,92            | 592 (2022)                        | 50                 | modifier les données · modifier les données |
| Lozanne                           | 69121      | 69380       | Villefranche-sur-Saône | Anse                     | CC Beaujolais Pierres Dorées     | 5,50             | 3 182 (2022)                      | 579                | modifier les données · modifier les données |
| Lucenay                           | 69122      | 69480       | Villefranche-sur-Saône | Anse                     | CC Beaujolais Pierres Dorées     | 6,27             | 2 068 (2022)                      | 330                | modifier les données · modifier les données |
| Marchampt                         | 69124      | 69430       | Villefranche-sur-Saône | Belleville-en-Beaujolais | CC Saône-Beaujolais              | 17,74            | 452 (2022)                        | 25                 | modifier les données · modifier les données |
| Marcilly-d'Azergues               | 69125      | 69380       | Villefranche-sur-Saône | Anse                     | CC Beaujolais Pierres Dorées     | 4,18             | 1 004 (2022)                      | 240                | modifier les données · modifier les données |
| Marcy                             | 69126      | 69480       | Villefranche-sur-Saône | Anse                     | CC Beaujolais Pierres Dorées     | 3,33             | 879 (2022)                        | 264                | modifier les données · modifier les données |
| Marennes                          | 69281      | 69970       | Lyon                   | Saint-Symphorien-d'Ozon  | CC du Pays de l'Ozon             | 12,44            | 1 979 (2022)                      | 159                | modifier les données · modifier les données |
| Meaux-la-Montagne                 | 69130      | 69550       | Villefranche-sur-Saône | Thizy-les-Bourgs         | CA de l'Ouest Rhodanien          | 9,19             | 226 (2022)                        | 25                 | modifier les données · modifier les données |
| Messimy                           | 69131      | 69510       | Lyon                   | Brignais                 | CC des Vallons du Lyonnais       | 11,10            | 3 565 (2022)                      | 321                | modifier les données · modifier les données |
| Meys                              | 69132      | 69610       | Lyon                   | Vaugneray                | CC des Monts du Lyonnais         | 14,65            | 855 (2022)                        | 58                 | modifier les données · modifier les données |
| Millery                           | 69133      | 69390       | Lyon                   | Saint-Symphorien-d'Ozon  | CC de la Vallée du Garon         | 9,22             | 4 323 (2022)                      | 469                | modifier les données · modifier les données |
| Moiré                             | 69134      | 69620       | Villefranche-sur-Saône | Val d'Oingt              | CC Beaujolais Pierres Dorées     | 2,03             | 243 (2022)                        | 120                | modifier les données · modifier les données |
| Montagny                          | 69136      | 69700       | Lyon                   | Saint-Symphorien-d'Ozon  | CC de la Vallée du Garon         | 8,30             | 3 212 (2022)                      | 387                | modifier les données · modifier les données |
| Montmelas-Saint-Sorlin            | 69137      | 69640       | Villefranche-sur-Saône | Gleizé                   | CA Villefranche Beaujolais Saône | 4,24             | 530 (2022)                        | 125                | modifier les données · modifier les données |
| Montromant                        | 69138      | 69610       | Lyon                   | L'Arbresle               | CC des Monts du Lyonnais         | 10,99            | 447 (2022)                        | 41                 | modifier les données · modifier les données |
| Montrottier                       | 69139      | 69770       | Lyon                   | L'Arbresle               | CC des Monts du Lyonnais         | 23,10            | 1 393 (2022)                      | 60                 | modifier les données · modifier les données |
| Morancé                           | 69140      | 69480       | Villefranche-sur-Saône | Anse                     | CC Beaujolais Pierres Dorées     | 9,25             | 2 267 (2022)                      | 245                | modifier les données · modifier les données |
| Mornant                           | 69141      | 69440       | Lyon                   | Mornant                  | CC du Pays mornantais            | 15,76            | 6 261 (2022)                      | 397                | modifier les données · modifier les données |
| Odenas                            | 69145      | 69460       | Villefranche-sur-Saône | Belleville-en-Beaujolais | CC Saône-Beaujolais              | 9,02             | 943 (2022)                        | 105                | modifier les données · modifier les données |
| Orliénas                          | 69148      | 69530       | Lyon                   | Saint-Symphorien-d'Ozon  | CC du Pays mornantais            | 10,42            | 2 633 (2022)                      | 253                | modifier les données · modifier les données |
| Le Perréon                        | 69151      | 69460       | Villefranche-sur-Saône | Gleizé                   | CA Villefranche Beaujolais Saône | 14,58            | 1 496 (2022)                      | 103                | modifier les données · modifier les données |
| Pollionnay                        | 69154      | 69290       | Lyon                   | Vaugneray                | CC des Vallons du Lyonnais       | 15,80            | 2 966 (2022)                      | 188                | modifier les données · modifier les données |
| Pomeys                            | 69155      | 69590       | Lyon                   | Vaugneray                | CC des Monts du Lyonnais         | 13,10            | 1 133 (2022)                      | 86                 | modifier les données · modifier les données |
| Pommiers                          | 69156      | 69480       | Villefranche-sur-Saône | Anse                     | CC Beaujolais Pierres Dorées     | 7,76             | 2 629 (2022)                      | 339                | modifier les données · modifier les données |
| Porte des Pierres Dorées          | 69114      | 69400 69640 | Villefranche-sur-Saône | Val d'Oingt              | CC Beaujolais Pierres Dorées     | 13,33            | 4 079 (2022)                      | 306                | modifier les données · modifier les données |
| Poule-les-Écharmeaux              | 69160      | 69870       | Villefranche-sur-Saône | Thizy-les-Bourgs         | CA de l'Ouest Rhodanien          | 31,23            | 1 027 (2022)                      | 33                 | modifier les données · modifier les données |
| Propières                         | 69161      | 69790       | Villefranche-sur-Saône | Thizy-les-Bourgs         | CC Saône-Beaujolais              | 16,00            | 477 (2022)                        | 30                 | modifier les données · modifier les données |
| Pusignan                          | 69285      | 69330       | Lyon                   | Genas                    | CC de l'Est lyonnais             | 13,04            | 4 145 (2022)                      | 318                | modifier les données · modifier les données |
| Quincié-en-Beaujolais             | 69162      | 69430       | Villefranche-sur-Saône | Belleville-en-Beaujolais | CC Saône-Beaujolais              | 22,05            | 1 382 (2022)                      | 63                 | modifier les données · modifier les données |
| Ranchal                           | 69164      | 69470       | Villefranche-sur-Saône | Thizy-les-Bourgs         | CA de l'Ouest Rhodanien          | 15,14            | 311 (2022)                        | 21                 | modifier les données · modifier les données |
| Régnié-Durette                    | 69165      | 69430       | Villefranche-sur-Saône | Belleville-en-Beaujolais | CC Saône-Beaujolais              | 11,72            | 1 159 (2022)                      | 99                 | modifier les données · modifier les données |
| Riverie                           | 69166      | 69440       | Lyon                   | Mornant                  | CC du Pays mornantais            | 0,42             | 307 (2022)                        | 731                | modifier les données · modifier les données |
| Rivolet                           | 69167      | 69640       | Villefranche-sur-Saône | Gleizé                   | CA Villefranche Beaujolais Saône | 16,30            | 588 (2022)                        | 36                 | modifier les données · modifier les données |
| Ronno                             | 69169      | 69550       | Villefranche-sur-Saône | Thizy-les-Bourgs         | CA de l'Ouest Rhodanien          | 22,92            | 650 (2022)                        | 28                 | modifier les données · modifier les données |
| Rontalon                          | 69170      | 69510       | Lyon                   | Vaugneray                | CC du Pays mornantais            | 12,67            | 1 167 (2022)                      | 92                 | modifier les données · modifier les données |
| Sain-Bel                          | 69171      | 69210       | Villefranche-sur-Saône | L'Arbresle               | CC du Pays de L'Arbresle         | 3,68             | 2 568 (2022)                      | 698                | modifier les données · modifier les données |
| Saint-André-la-Côte               | 69180      | 69440       | Lyon                   | Vaugneray                | CC du Pays mornantais            | 4,77             | 274 (2022)                        | 57                 | modifier les données · modifier les données |
| Saint-Appolinaire                 | 69181      | 69170       | Villefranche-sur-Saône | Tarare                   | CA de l'Ouest Rhodanien          | 5,73             | 235 (2022)                        | 41                 | modifier les données · modifier les données |
| Saint-Bonnet-de-Mure              | 69287      | 69720       | Lyon                   | Genas                    | CC de l'Est lyonnais             | 16,34            | 6 988 (2022)                      | 428                | modifier les données · modifier les données |
| Saint-Bonnet-des-Bruyères         | 69182      | 69790       | Villefranche-sur-Saône | Thizy-les-Bourgs         | CC Saône-Beaujolais              | 21,20            | 372 (2022)                        | 18                 | modifier les données · modifier les données |
| Saint-Bonnet-le-Troncy            | 69183      | 69870       | Villefranche-sur-Saône | Thizy-les-Bourgs         | CA de l'Ouest Rhodanien          | 15,65            | 311 (2022)                        | 20                 | modifier les données · modifier les données |
| Saint-Clément-de-Vers             | 69186      | 69790       | Villefranche-sur-Saône | Thizy-les-Bourgs         | CC Saône-Beaujolais              | 8,96             | 205 (2022)                        | 23                 | modifier les données · modifier les données |
| Saint-Clément-les-Places          | 69187      | 69930       | Lyon                   | L'Arbresle               | CC des Monts du Lyonnais         | 12,42            | 669 (2022)                        | 54                 | modifier les données · modifier les données |
| Saint-Clément-sur-Valsonne        | 69188      | 69170       | Villefranche-sur-Saône | Tarare                   | CA de l'Ouest Rhodanien          | 14,51            | 904 (2022)                        | 62                 | modifier les données · modifier les données |
| Saint-Cyr-le-Chatoux              | 69192      | 69870       | Villefranche-sur-Saône | Gleizé                   | CA Villefranche Beaujolais Saône | 6,28             | 156 (2022)                        | 25                 | modifier les données · modifier les données |
| Saint-Cyr-sur-le-Rhône            | 69193      | 69560       | Lyon                   | Mornant                  | CA Vienne Condrieu Agglomération | 6,02             | 1 273 (2022)                      | 211                | modifier les données · modifier les données |
| Saint-Didier-sur-Beaujeu          | 69196      | 69430       | Villefranche-sur-Saône | Belleville-en-Beaujolais | CC Saône-Beaujolais              | 14,62            | 603 (2022)                        | 41                 | modifier les données · modifier les données |
| Saint-Étienne-des-Oullières       | 69197      | 69460       | Villefranche-sur-Saône | Gleizé                   | CA Villefranche Beaujolais Saône | 9,66             | 2 236 (2022)                      | 231                | modifier les données · modifier les données |
| Saint-Étienne-la-Varenne          | 69198      | 69460       | Villefranche-sur-Saône | Belleville-en-Beaujolais | CC Saône-Beaujolais              | 6,96             | 783 (2022)                        | 113                | modifier les données · modifier les données |
| Saint-Forgeux                     | 69200      | 69490       | Villefranche-sur-Saône | Tarare                   | CA de l'Ouest Rhodanien          | 22,27            | 1 538 (2022)                      | 69                 | modifier les données · modifier les données |
| Saint-Genis-l'Argentière          | 69203      | 69610       | Lyon                   | L'Arbresle               | CC des Monts du Lyonnais         | 10,65            | 986 (2022)                        | 93                 | modifier les données · modifier les données |
| Saint-Georges-de-Reneins          | 69206      | 69830       | Villefranche-sur-Saône | Gleizé                   | CC Saône-Beaujolais              | 27,49            | 4 533 (2022)                      | 165                | modifier les données · modifier les données |
| Saint-Germain-Nuelles             | 69208      | 69210       | Villefranche-sur-Saône | Val d'Oingt              | CC du Pays de L'Arbresle         | 8,54             | 2 252 (2022)                      | 264                | modifier les données · modifier les données |
| Saint-Igny-de-Vers                | 69209      | 69790       | Villefranche-sur-Saône | Thizy-les-Bourgs         | CC Saône-Beaujolais              | 27,35            | 581 (2022)                        | 21                 | modifier les données · modifier les données |
| Saint-Jean-des-Vignes             | 69212      | 69380       | Villefranche-sur-Saône | Val d'Oingt              | CC Beaujolais Pierres Dorées     | 2,57             | 472 (2022)                        | 184                | modifier les données · modifier les données |
| Saint-Jean-la-Bussière            | 69214      | 69550       | Villefranche-sur-Saône | Thizy-les-Bourgs         | CA de l'Ouest Rhodanien          | 15,48            | 1 175 (2022)                      | 76                 | modifier les données · modifier les données |
| Saint-Julien                      | 69215      | 69640       | Villefranche-sur-Saône | Gleizé                   | CA Villefranche Beaujolais Saône | 6,89             | 936 (2022)                        | 136                | modifier les données · modifier les données |
| Saint-Julien-sur-Bibost           | 69216      | 69690       | Villefranche-sur-Saône | L'Arbresle               | CC du Pays de L'Arbresle         | 13,28            | 605 (2022)                        | 46                 | modifier les données · modifier les données |
| Saint-Just-d'Avray                | 69217      | 69870       | Villefranche-sur-Saône | Tarare                   | CA de l'Ouest Rhodanien          | 17,50            | 743 (2022)                        | 42                 | modifier les données · modifier les données |
| Saint-Lager                       | 69218      | 69220       | Villefranche-sur-Saône | Belleville-en-Beaujolais | CC Saône-Beaujolais              | 7,74             | 1 051 (2022)                      | 136                | modifier les données · modifier les données |
| Saint-Laurent-d'Agny              | 69219      | 69440       | Lyon                   | Mornant                  | CC du Pays mornantais            | 10,55            | 2 120 (2022)                      | 201                | modifier les données · modifier les données |
| Saint-Laurent-de-Chamousset       | 69220      | 69930       | Lyon                   | L'Arbresle               | CC des Monts du Lyonnais         | 17,25            | 1 950 (2022)                      | 113                | modifier les données · modifier les données |
| Saint-Laurent-de-Mure             | 69288      | 69720       | Lyon                   | Genas                    | CC de l'Est lyonnais             | 18,63            | 5 651 (2022)                      | 303                | modifier les données · modifier les données |
| Saint-Marcel-l'Éclairé            | 69225      | 69170       | Villefranche-sur-Saône | Tarare                   | CA de l'Ouest Rhodanien          | 11,88            | 568 (2022)                        | 48                 | modifier les données · modifier les données |
| Saint-Martin-en-Haut              | 69227      | 69850       | Lyon                   | Vaugneray                | CC des Monts du Lyonnais         | 38,64            | 3 917 (2022)                      | 101                | modifier les données · modifier les données |
| Saint-Nizier-d'Azergues           | 69229      | 69870       | Villefranche-sur-Saône | Thizy-les-Bourgs         | CA de l'Ouest Rhodanien          | 24,23            | 776 (2022)                        | 32                 | modifier les données · modifier les données |
| Saint-Pierre-de-Chandieu          | 69289      | 69780       | Lyon                   | Genas                    | CC de l'Est lyonnais             | 29,28            | 4 588 (2022)                      | 157                | modifier les données · modifier les données |
| Saint-Pierre-la-Palud             | 69231      | 69210       | Villefranche-sur-Saône | L'Arbresle               | CC du Pays de L'Arbresle         | 7,53             | 2 586 (2022)                      | 343                | modifier les données · modifier les données |
| Saint-Romain-de-Popey             | 69234      | 69490       | Villefranche-sur-Saône | Tarare                   | CA de l'Ouest Rhodanien          | 17,02            | 1 703 (2022)                      | 100                | modifier les données · modifier les données |
| Saint-Romain-en-Gal               | 69235      | 69560       | Lyon                   | Mornant                  | CA Vienne Condrieu Agglomération | 13,39            | 1 990 (2022)                      | 149                | modifier les données · modifier les données |
| Saint-Romain-en-Gier              | 69236      | 69700       | Lyon                   | Mornant                  | CA Vienne Condrieu Agglomération | 4,05             | 598 (2022)                        | 148                | modifier les données · modifier les données |
| Saint-Symphorien-d'Ozon           | 69291      | 69360       | Lyon                   | Saint-Symphorien-d'Ozon  | CC du Pays de l'Ozon             | 13,37            | 6 076 (2022)                      | 454                | modifier les données · modifier les données |
| Saint-Symphorien-sur-Coise        | 69238      | 69590       | Lyon                   | Vaugneray                | CC des Monts du Lyonnais         | 4,07             | 3 749 (2022)                      | 921                | modifier les données · modifier les données |
| Saint-Vérand                      | 69239      | 69620       | Villefranche-sur-Saône | Val d'Oingt              | CC Beaujolais Pierres Dorées     | 17,58            | 1 147 (2022)                      | 65                 | modifier les données · modifier les données |
| Saint-Vincent-de-Reins            | 69240      | 69240       | Villefranche-sur-Saône | Thizy-les-Bourgs         | CA de l'Ouest Rhodanien          | 13,87            | 627 (2022)                        | 45                 | modifier les données · modifier les données |
| Sainte-Catherine                  | 69184      | 69440       | Lyon                   | Vaugneray                | CC des Monts du Lyonnais         | 13,76            | 981 (2022)                        | 71                 | modifier les données · modifier les données |
| Sainte-Colombe                    | 69189      | 69560       | Lyon                   | Mornant                  | CA Vienne Condrieu Agglomération | 1,60             | 1 994 (2022)                      | 1 246              | modifier les données · modifier les données |
| Sainte-Consorce                   | 69190      | 69280       | Lyon                   | Vaugneray                | CC des Vallons du Lyonnais       | 5,81             | 2 109 (2022)                      | 363                | modifier les données · modifier les données |
| Sainte-Foy-l'Argentière           | 69201      | 69610       | Lyon                   | L'Arbresle               | CC des Monts du Lyonnais         | 1,54             | 1 292 (2022)                      | 839                | modifier les données · modifier les données |
| Sainte-Paule                      | 69230      | 69620       | Villefranche-sur-Saône | Val d'Oingt              | CC Beaujolais Pierres Dorées     | 7,50             | 330 (2022)                        | 44                 | modifier les données · modifier les données |
| Salles-Arbuissonnas-en-Beaujolais | 69172      | 69460       | Villefranche-sur-Saône | Gleizé                   | CA Villefranche Beaujolais Saône | 4,35             | 789 (2022)                        | 181                | modifier les données · modifier les données |
| Sarcey                            | 69173      | 69490       | Villefranche-sur-Saône | Tarare                   | CC du Pays de L'Arbresle         | 9,99             | 979 (2022)                        | 98                 | modifier les données · modifier les données |
| Les Sauvages                      | 69174      | 69170       | Villefranche-sur-Saône | Tarare                   | CA de l'Ouest Rhodanien          | 12,55            | 621 (2022)                        | 49                 | modifier les données · modifier les données |
| Savigny                           | 69175      | 69210       | Villefranche-sur-Saône | L'Arbresle               | CC du Pays de L'Arbresle         | 21,42            | 1 970 (2022)                      | 92                 | modifier les données · modifier les données |
| Sérézin-du-Rhône                  | 69294      | 69360       | Lyon                   | Saint-Symphorien-d'Ozon  | CC du Pays de l'Ozon             | 3,97             | 3 057 (2022)                      | 770                | modifier les données · modifier les données |
| Simandres                         | 69295      | 69360       | Lyon                   | Saint-Symphorien-d'Ozon  | CC du Pays de l'Ozon             | 10,45            | 1 886 (2022)                      | 180                | modifier les données · modifier les données |
| Soucieu-en-Jarrest                | 69176      | 69510       | Lyon                   | Mornant                  | CC du Pays mornantais            | 14,20            | 4 652 (2022)                      | 328                | modifier les données · modifier les données |
| Sourcieux-les-Mines               | 69177      | 69210       | Villefranche-sur-Saône | L'Arbresle               | CC du Pays de L'Arbresle         | 9,96             | 2 098 (2022)                      | 211                | modifier les données · modifier les données |
| Souzy                             | 69178      | 69610       | Lyon                   | L'Arbresle               | CC des Monts du Lyonnais         | 5,09             | 767 (2022)                        | 151                | modifier les données · modifier les données |
| Taluyers                          | 69241      | 69440       | Lyon                   | Saint-Symphorien-d'Ozon  | CC du Pays mornantais            | 8,09             | 2 657 (2022)                      | 328                | modifier les données · modifier les données |
| Taponas                           | 69242      | 69220       | Villefranche-sur-Saône | Belleville-en-Beaujolais | CC Saône-Beaujolais              | 7,64             | 908 (2022)                        | 119                | modifier les données · modifier les données |
| Tarare                            | 69243      | 69170       | Villefranche-sur-Saône | Tarare                   | CA de l'Ouest Rhodanien          | 13,99            | 10 881 (2022)                     | 778                | modifier les données · modifier les données |
| Ternand                           | 69245      | 69620       | Villefranche-sur-Saône | Val d'Oingt              | CC Beaujolais Pierres Dorées     | 10,75            | 747 (2022)                        | 69                 | modifier les données · modifier les données |
| Ternay                            | 69297      | 69360       | Lyon                   | Saint-Symphorien-d'Ozon  | CC du Pays de l'Ozon             | 8,06             | 5 582 (2022)                      | 693                | modifier les données · modifier les données |
| Theizé                            | 69246      | 69620       | Villefranche-sur-Saône | Val d'Oingt              | CC Beaujolais Pierres Dorées     | 11,89            | 1 293 (2022)                      | 109                | modifier les données · modifier les données |
| Thizy-les-Bourgs                  | 69248      | 69240       | Villefranche-sur-Saône | Thizy-les-Bourgs         | CA de l'Ouest Rhodanien          | 44,44            | 5 794 (2022)                      | 130                | modifier les données · modifier les données |
| Thurins                           | 69249      | 69510       | Lyon                   | Vaugneray                | CC des Vallons du Lyonnais       | 19,36            | 3 268 (2022)                      | 169                | modifier les données · modifier les données |
| Toussieu                          | 69298      | 69780       | Lyon                   | Genas                    | CC de l'Est lyonnais             | 5,02             | 3 186 (2022)                      | 635                | modifier les données · modifier les données |
| Trèves                            | 69252      | 69420       | Lyon                   | Mornant                  | CA Vienne Condrieu Agglomération | 7,56             | 723 (2022)                        | 96                 | modifier les données · modifier les données |
| Tupin-et-Semons                   | 69253      | 69420       | Lyon                   | Mornant                  | CA Vienne Condrieu Agglomération | 8,26             | 650 (2022)                        | 79                 | modifier les données · modifier les données |
| Val d'Oingt                       | 69024      | 69620       | Villefranche-sur-Saône | Val d'Oingt              | CC Beaujolais Pierres Dorées     | 18,10            | 4 143 (2022)                      | 229                | modifier les données · modifier les données |
| Valsonne                          | 69254      | 69170       | Villefranche-sur-Saône | Tarare                   | CA de l'Ouest Rhodanien          | 18,25            | 994 (2022)                        | 54                 | modifier les données · modifier les données |
| Vaugneray                         | 69255      | 69670       | Lyon                   | Vaugneray                | CC des Vallons du Lyonnais       | 25,02            | 6 198 (2022)                      | 248                | modifier les données · modifier les données |
| Vaux-en-Beaujolais                | 69257      | 69460       | Villefranche-sur-Saône | Gleizé                   | CA Villefranche Beaujolais Saône | 17,74            | 1 153 (2022)                      | 65                 | modifier les données · modifier les données |
| Vauxrenard                        | 69258      | 69820       | Villefranche-sur-Saône | Belleville-en-Beaujolais | CC Saône-Beaujolais              | 19,19            | 315 (2022)                        | 16                 | modifier les données · modifier les données |
| Vernay                            | 69261      | 69430       | Villefranche-sur-Saône | Belleville-en-Beaujolais | CC Saône-Beaujolais              | 5,59             | 117 (2022)                        | 21                 | modifier les données · modifier les données |
| Ville-sur-Jarnioux                | 69265      | 69640       | Villefranche-sur-Saône | Val d'Oingt              | CA Villefranche Beaujolais Saône | 10,11            | 820 (2022)                        | 81                 | modifier les données · modifier les données |
| Villechenève                      | 69263      | 69770       | Lyon                   | L'Arbresle               | CC des Monts du Lyonnais         | 14,15            | 908 (2022)                        | 64                 | modifier les données · modifier les données |
| Villefranche-sur-Saône            | 69264      | 69400       | Villefranche-sur-Saône | Villefranche-sur-Saône   | CA Villefranche Beaujolais Saône | 9,48             | 36 224 (2022)                     | 3 821              | modifier les données · modifier les données |
| Villié-Morgon                     | 69267      | 69910       | Villefranche-sur-Saône | Belleville-en-Beaujolais | CC Saône-Beaujolais              | 18,74            | 2 132 (2022)                      | 114                | modifier les données · modifier les données |
| Vindry-sur-Turdine                | 69157      | 69490       | Villefranche-sur-Saône | Tarare                   | CA de l'Ouest Rhodanien          | 23,87            | 5 283 (2022)                      | 221                | modifier les données · modifier les données |
| Vourles                           | 69268      | 69390       | Lyon                   | Brignais                 | CC de la Vallée du Garon         | 5,60             | 3 353 (2022)                      | 599                | modifier les données · modifier les données |
| Yzeron                            | 69269      | 69510       | Lyon                   | Vaugneray                | CC des Vallons du Lyonnais       | 10,75            | 980 (2022)                        | 91                 | modifier les données · modifier les données |